# دعها تثلج (فلم 2020)
دعها تثلج هو فيلم رعب وإثارة صدر في 2020 من إخراج ستانيسلاف كابرالوف. الفيلم من تأليف كابرالوف وعمري روز ، وبطولة إيفانا ساكنهو ، وأليكس هافنر ، وتيناتين دالاكيشفيلي.
صدر الفيلم في 22 سبتمبر 2020 من إنتاج مجموعة غريندستون الترفيهية.

## الحبكة
بعدما انفصلت عن صديقها، بعد التسلل إلى منحدر خطير، يتعين على ميا، المتزلجة الحُرة على الجليد، أن تصارع البقاء على قيد الحياة ليس فقط مع الطبيعة، ولكن أيضًا مع المتسابق المقنع على الجليد الذي يرتدي زياً أسود والذي يخرج لأجل سفك دمها.

## طاقم التمثيل
- إيفانا سخنو بدور ميا
- أليكس هافنر في دور ماكس
- تيناتين دالاكيشفيلي

## العرض
أنتج الفيلم عند الطلب في 22 سبتمبر 2020 بواسطة مجموعة غريندستون الترفيهية.

## الاستقبال
قال موقع بلادي ديسغستينغ،«معظم كل شيء عن دعها تُثلج غير محبوك جيدًا، بدءاً من العلاقة بين ميا وماكس إلى الأساطير الأكبر التي يجد الاثنان نفسيهما متشابكين فيها.»

## وصلات خارجية
- دعها تثلج  في قاعدة بيانات الأفلام على الإنترنت (بالإنجليزية)}
- دعها تثلج (فلم 2020) في روتن توميتوز.